# كأس إنترتوتو 1981
كأس إنترتوتو 1981 هو الموسم 21 من كأس إنترتوتو. فاز فيه فيردر بريمن.